# Barna gyűrűstinóru
A barna gyűrűstinóru (Suillus luteus) nagy területen elterjedt gombafaj. A tinórugomba-alkatúak (Boletales) rendjén belül inkább a Suillaceae családba sorolják, és nem a tinórufélék (Boletaceae) közé.

## Előfordulása
Az egész északi féltekén elterjedt, hidegebb, mérsékelt övi klímát kedvelő faj.
Májustól novemberig, kéttűs fenyő (erdei és feketefenyő) alatt növő, gyakori faj.
Szeptemberben és októberben gyakran csoportosan is megjelenik.

## Megjelenése
Kalapja 3–15 cm átmérőjű, kissé púposan domború, majd ellaposodik. Sárgás, csokoládé vagy sötétbarna, felülete nyálkás, ragadós, szárazon fénylő, bőre könnyen lehúzható.
Csöves része eleinte szűk pórusú, halványsárga, idővel piszkos olívsárga, okkersárga, sárgásbarna lesz.
Tönkje 3–8 cm hosszú, 3–6 cm vastag, többnyire hengeres, fehéres, majd ibolyásbarna gallérja van. A gallér fölött a tönk halványsárga, barnás szemcsékkel díszített, a gallér alatt feketésbarnás, sima felületű.
Húsa hamar puhul, fehéressárgás, színe nem változik, kissé gyümölcsillatú, gyengén savanykás ízű.
Spórája 2-3,5 µm x 8-10,5 µm, közel orsó alakú, sima felületű.

## Felhasználhatósága
Ehető gomba.
Néhány embernél olyan allergiás tüneteket válthat ki mint a begöngyöltszélű cölöpgomba.
Hatóanyagai a gyógyszeripar számára hasznos alapanyagok lehetnek neurdegeneratív és daganatos megbetegedések gyógyításában.

## Összetéveszthetősége
Nem téveszthető össze. Élőhelye és hártyás gallérja miatt jól felismerhető.
Fiatalon hasonlíthat hozzá az ehető szemcsésnyelű fenyőtinóru.